# Баркино (Владимирская область)
Баркино — деревня в Судогодском районе Владимирской области России. Входит в состав Мошокского сельского поселения.

## География
Деревня расположена в 24 км к юго-востоку от Судогды, северо-западнее посёлка Красный Куст и в 8 км к северу от села Мошок.

## История
В конце XIX — начале XX века деревня входила в состав Мошенской волости Судогодского уезда, с 1926 года — в составе Владимирского уезда. В 1859 году в деревне числилось 24 дворов, в 1905 году — 45 дворов, в 1926 году — 68 дворов.
С 1929 года деревня являлась центром Баркинского сельсовета Судогодского района, с 1940 года — в составе Краснокустовского сельсовета, с 2005 года — в составе Мошокского сельского поселения.

## Население
| 1859 | 1905 | 1926 | 2002 |
| ---- | ---- | ---- | ---- |
| 165  | 218  | 311  | 52   |

| 1859 | 1905 | 1926 | 2002 | 2010 | 2021 |
| ---- | ---- | ---- | ---- | ---- | ---- |
| 165  | ↗218 | ↗311 | ↘52  | ↘28  | ↘8   |